# Yustin Arboleda
Yustin Arboleda (Bagadó, Chocó, Colombia, 18 de septiembre de 1991) es un futbolista colombiano, nacionalizado hondureño, que juega como delantero y su actual club es el Club Olimpia de la Liga Nacional de Honduras. Es internacional con la Selección de fútbol de Honduras.
Arboleda es el quinto goleador histórico de la Liga Nacional de Honduras con 126 anotaciones entre 2017-25.

## Trayectoria

### Independiente Medellín
Inicia su carrera en el 'rojo' paisa en el año 2010. Permanece en el equipo hasta el año 2012, habiendo jugado 15 partidos sin poder anotar goles.

### Zamora FC
Tras salir de Independiente Medellín ficha por el Zamora FC, equipo en el cual anota su primer gol como profesional y obiente su primer título, la Primera División Venezolana 2012-13. No obstante el delantero deja el equipo tras finalizar el campeonato para recalar en el fútbol de Panamá.

### Chorrillo
Llega al equipo panameño luego de terminar su contrato con el Zamora FC de Venezuela. Logra consolidarse como goleador en el futbol canalero en su primera temporada, siendo calificado como pilar del conjunto. Para el 2014 consigue ser nuevamente campeón. Tras vencer al Plaza Amador en las semifinales y al Rio Abajo FC, alza el título del Torneo Clausura 2014.

### Marathón
Luego de pasar sin pena ni gloria por el Deportivo Pasto y el Antigua GFC, ficha por el Marathón de Honduras. En su primera temporada anota 10 goles en 15 partidos. Gana la Copa de Honduras y queda ad-portas de disputar la final del torneo local tras perder ante Real España en semifinales. Su rendimiento haría que el club hondureño renovara su vínculo. En el año 2019 el delantero hace una brillante campaña donde anota 26 goles en 36 partidos, obteniendo no solo la distinción de goleador, sino también consigue alzar el título de la Liga de Honduras 2017-18. Permanece hasta el 2019 donde nuevamente su equipo sale campeón, en esta ocasión de la Supercopa de Honduras. El mismo año consigue llegar a ser el segundo goleador histórico del Marathón con 68 goles. También es reconocido como el mejor jugador de Honduras en una encuesta realizada por el diario uruguayo 'El País'.

## Selección nacional
El viernes 8 de noviembre de 2024, se dio a conocer su convocatoria para los partidos del 15 y 19 de noviembre de 2024 correspondientes a los cuartos de final de la Liga de Naciones 2024-25 contra la Selección de fútbol de México, por parte del director técnico Reinaldo Rueda, de la Selección de fútbol de Honduras.
Realizó su debut oficial con la Selección de fútbol de Honduras en el partido de ida de los cuartos de final. Arboleda entró al minuto 63 en sustitución de Jorge Benguché su compañero de equipo. Arboleda, dio la asistencia para el segundo gol de Luis Palma, en el partido que terminó ganando Honduras 2-0. 
Este hecho lo convierte en el quinto jugador naturalizado en ser convocado para la Selección de fútbol de Honduras y el tercero en jugar oficialmente. Previamente, el portero salvadoreño José "Chepe" León Najarro fue el primero en lograrlo durante las eliminatorias para el Mundial de Chile 1962, bajo la dirección técnica del brasileño Ercy Nuñes. Y Jonathan Rougier el segundo en el partido de repechaje a la Copa América 2024 contra la Selección de fútbol de Costa Rica.

## Estadísticas
Actualizado al 17 de mayo de 2025.
| Club                              | Div                 | Temporada           | Liga  | Liga  | Copa Nacional (*) | Copa Nacional (*) | Copa Internacional | Copa Internacional | Total | Total | Prom. · |
| Club                              | Div                 | Temporada           | Part. | Goles | Part.             | Goles             | Part.              | Goles              | Part. | Goles | Prom. · |
| --------------------------------- | ------------------- | ------------------- | ----- | ----- | ----------------- | ----------------- | ------------------ | ------------------ | ----- | ----- | ------- |
| Independiente Medellín · Colombia | 1ª                  | 2010                | 6     | 0     | 0                 | 0                 | 0                  | 0                  | 6     | 0     | 0,0     |
| Independiente Medellín · Colombia | 1ª                  | 2011                | 1     | 0     | 4                 | 0                 | —                  | —                  | 5     | 0     | 0,0     |
| Independiente Medellín · Colombia | 1ª                  | 2012                | 2     | 0     | 2                 | 0                 | —                  | —                  | 4     | 0     | 0,0     |
| Independiente Medellín · Colombia | Total               | Total               | 9     | 0     | 6                 | 0                 | 0                  | 0                  | 15    | 0     | 0,0     |
| Zamora · Venezuela                | 1ª                  | C-2013              | 18    | 1     | —                 | —                 | —                  | —                  | 18    | 1     | 0,05    |
| Chorrillo · Panamá                | 1ª                  | 2013-14             | 31    | 10    | —                 | —                 | —                  | —                  | 31    | 10    | 0,32    |
| Chorrillo · Panamá                | 1ª                  | A-2014              | 17    | 4     | —                 | —                 | 3                  | 1                  | 20    | 5     | 0,25    |
| Deportivo Pasto · Colombia        | 1ª                  | A-2015              | 7     | 0     | 5                 | 1                 | —                  | —                  | 12    | 1     | 0,08    |
| Antigua GFC · Guatemala           | 1ª                  | 2015                | 4     | 0     | —                 | —                 | —                  | —                  | 4     | 0     | 0,0     |
| Chorrillo · Panamá                | 1ª                  | C-2016              | 17    | 5     | —                 | —                 | —                  | —                  | 17    | 5     | 0,29    |
| Chorrillo · Panamá                | 1ª                  | A-2016              | 18    | 7     | —                 | —                 | —                  | —                  | 18    | 7     | 0,38    |
| Chorrillo · Panamá                | Total               | Total               | 83    | 26    | 0                 | 0                 | 3                  | 1                  | 89    | 27    | 0,30    |
| Marathón Honduras                 | 1ª                  | C-2017              | 12    | 6     | 3                 | 4                 | —                  | —                  | 15    | 10    | 0,66    |
| Marathón Honduras                 | 1ª                  | 2017-18             | 34    | 24    | 2                 | 2                 | —                  | —                  | 36    | 26    | 0,72    |
| Marathón Honduras                 | 1ª                  | 2018-19             | 33    | 20    | 1                 | 0                 | 2                  | 1                  | 33    | 21    | 0,63    |
| Marathón Honduras                 | 1ª                  | A-2019              | 19    | 10    | —                 | —                 | 2                  | 1                  | 21    | 11    | 0,52    |
| Marathón Honduras                 | Total               | Total               | 98    | 60    | 6                 | 6                 | 4                  | 2                  | 108   | 68    | 0,62    |
| Olimpia Honduras                  | 1ª                  |                     |       |       |                   |                   |                    |                    |       |       |         |
| Olimpia Honduras                  | 1ª                  | C-2020              | 10    | 4     | —                 | —                 | 7                  | 3                  | 17    | 7     | 0,41    |
| Olimpia Honduras                  | 1ª                  | 2020-21             | 37    | 15    | —                 | —                 | 3                  | 1                  | 40    | 16    | 0,36    |
| Olimpia Honduras                  | 1ª                  | 2021-22             | 35    | 14    | —                 | —                 | —                  | —                  | 35    | 14    | 0,35    |
| Olimpia Honduras                  | 1ª                  | 2022-23             | 26    | 8     | —                 | —                 | 2                  | 0                  | 28    | 8     | 0,28    |
| Olimpia Honduras                  | 1ª                  | 2023-24             | 41    | 17    | —                 | —                 | 4                  | 1                  | 45    | 18    | 0,40    |
| Olimpia Honduras                  | 1ª                  | 2024-25             | 29    | 8     | —                 | —                 | 2                  | 1                  | 31    | 9     | 0,29    |
| Olimpia Honduras                  | Total               | Total               | 178   | 66    | 0                 | 0                 | 18                 | 6                  | 196   | 72    | 0,36    |
| Total en su carrera               | Total en su carrera | Total en su carrera | 397   | 153   | 17                | 7                 | 25                 | 9                  | 439   | 169   | 0,38    |

(*) Incluye Copa Colombia, Copa de Honduras y Supercopa de Honduras. 

### Selección de Honduras
| Mayores Honduras                                                                 | 2024                       | — | — | 2 | 0 | — | — | 2 | 0 |
| Mayores Honduras                                                                 | 2025                       | 1 | 0 | 2 | 0 | — | — | 4 | 0 |
| Mayores Honduras                                                                 | Total                      | 1 | 0 | 4 | 0 | 0 | 0 | 5 | 0 |
| Total Selecciones Honduras                                                       | Total Selecciones Honduras | 1 | 0 | 4 | 0 | 0 | 0 | 5 | 0 |
| (1) Incluye los partidos de: Concacaf Golden Cup, Concacaf Liga de las Naciones. |                            |   |   |   |   |   |   |   |   |

## Palmarés

### Campeonatos nacionales
| Título                         | Club        | País      | Año  |
| ------------------------------ | ----------- | --------- | ---- |
| Primera División de Venezuela  | Zamora      | Venezuela | 2013 |
| Primera División de Panamá     | Chorrillo   | Panamá    | 2014 |
| Primera División de Guatemala  | Antigua GFC | Guatemala | 2015 |
| Copa de Honduras               | Marathón    | Honduras  | 2017 |
| Primera División de Honduras   | Marathón    | Honduras  | 2018 |
| Supercopa de Honduras          | Marathón    | Honduras  | 2019 |
| Primera División de Honduras   | Olimpia     | Honduras  | 2020 |
| Campeonato de Primera División | Olimpia     | Honduras  | 2021 |

Liga de Honduras, Campeón	7x: 2023/2024 Apertura, 2023/2024 Clausura, 2022/2023 Apertura, 2022/2023 Clausura, 2021/2022 Apertura, 2020/2021 Clausura, 2020/2021 Apertura.

### Títulos internacionales
| Título        | Club                   | País       | Año  |
| ------------- | ---------------------- | ---------- | ---- |
| Liga Concacaf | Club Deportivo Olimpia | Costa Rica | 2022 |

### Distinciones individuales
| Distinción                                        | Año  |
| ------------------------------------------------- | ---- |
| Goleador de la temporada 2017-18 (24 goles)       | 2018 |
| Tercer goleador histórico del Marathón (67 goles) | 2019 |